# Kaitlin Donner
Kaitlin Donner (1989) es una deportista estadounidense que compitió en triatlón. Ganó tres medallas en el Campeonato Panamericano de Triatlón entre los años 2014 y 2016.

## Palmarés internacional
| Campeonato Panamericano | Campeonato Panamericano   | Campeonato Panamericano | Campeonato Panamericano |
| Año                     | Lugar                     | Medalla                 | Prueba                  |
| ----------------------- | ------------------------- | ----------------------- | ----------------------- |
| 2014                    | Sarasota (Estados Unidos) | Medalla de plata        | Relevo mixto            |
| 2015                    | Monterrey (México)        | Medalla de bronce       | Individual              |
| 2016                    | Sarasota (Estados Unidos) | Medalla de oro          | Relevo mixto            |